# Maioria simples
Maioria relativa ou maioria simples são as denominações que recebe a proporção matemática da situação na qual o total de votos é maior que a metade do total de votos dos presentes. Neste caso, se prende ao número dos presentes, não se trata de um número fixo, pois varia de acordo com o número de indivíduos presentes, isto é, a superioridade numérica simples de votos. Por exemplo, caso o quórum máximo seja de 100 pessoas e haja apenas 60, na maioria simples exige-se que se obtenha, de votos, o primeiro número inteiro superior à metade dos presentes, ou seja, 31. Difere da maioria absoluta por essa exigir a metade do quórum máximo, ou seja, 51.
São termos utilizados como regra geral para a tomada das deliberações. E nesses termos, aprovações por maioria simples exigem o número de votos favoráveis superior aos votos contrários dos votantes presentes.

## Brasil
No Brasil, a maioria simples corresponde à maioria de votos, desde que presente a maioria absoluta dos membros de um determinado colegiado.
É o quórum exigido constitucional e regimentalmente para as deliberações em geral de cada Casa do Congresso Nacional e de suas comissões. Assim, seja em Plenário ou nas comissões da Câmara dos Deputados, exigir-se-á sempre a presença da maioria absoluta do colegiado respectivo para a realização válida das votações (CF, art. 47; e RICD, arts. 56, § 2º, e 183, caput).
Dessa forma, há dois requisitos indispensáveis para que se proceda à votação por maioria simples:
1) presença da maioria absoluta do colegiado;
2) maioria dos votos.
O art. 182 do Regimento Interno da Câmara dos Deputados dispõe que “terminada a apuração, o presidente proclamará o resultado da votação, especificando os votos favoráveis, contrários, em branco e nulos”. O § 2º do art. 183 do RICD prevê que “os votos em branco que ocorrerem nas votações por meio de cédulas e as abstenções verificadas pelo sistema eletrônico só serão computados para efeito de quórum”. Nesse sentido, o resultado das deliberações da Câmara dos Deputados tem sido proclamado com base apenas nos votos “sim” e nos votos “não”, independentemente do número de abstenções – conforme pensamento da primeira corrente apresentada.
Como ilustração:
1) a matéria seria aprovada por maioria simples se obtivesse:
125 votos favoráveis;
102 votos contrários;
30 abstenções;
257 presentes no total.
2) a matéria ainda seria aprovada por maioria simples se obtivesse:
97 votos favoráveis;
96 votos contrários;
98 abstenções;
291 presentes no total.

## Portugal
Em Portugal vem consagrada esta votação quando se fala no processo de feitura dos atos legislativos na Assembleia da República, na Constituição da República Portuguesa no artigo 116.º, n.º 3.